# 김원식 (배우)
김원식(1993년 ~ )은 대한민국의 배우이다.

## 방송
- 열여덟의 순간 (2019)
- 너의 목소리가 보여 7 (2020)
- 여신강림 (2020)
- 환혼 (2022)
- K-드라마 같은 사랑을 하고 싶어 (2023)
- 매일 재회해 드립니다 (2024)
- 언더커버 (2025) - Top36

## 음반
- To Be With You (2024)
- What's Wrong With Secretary Kim? (Original Soundtrack) (Edited Ver.) (2024)
- Hello My Love (2024)
- <언더커버> Episode 2 (2025)
- <언더커버> Episode 5 (2025)
- <언더커버> Episode 6 (2025)